# Dzu Ding
Dzu Ding (kitajsko 祖丁) z osebnim imenom Dzi Šin je bil kralj kitajske dinastije Šang. 

## Zapisi
V Zapisih Velikega zgodovinarja ga Sima Čjan navaja kot šestnajstega kralja dinastije Šang, ki je nasledil svojega strica Vo Džjaja. Ustoličen je bil v letu dingvej v prestolnici Bi. Vladal je približno 32 let. Po smrti je dobil ime Dzu Ding. Nasledil ga je bratranec Nan Geng.
Zapisi na orakeljskih kosteh, izkopanih v Jinšuju, omenjajo, da je bil petnajsti kralj dinastije Šang.

## Poskusi kronološkega datiranja
Projekt Kronologija Šja-Šang-Džov, obsežna kitajska akademska raziskava, je leta 2000 objavila rezultate, ki kažejo, da je bil Dzu Ding sodobnik egipčanskega faraona Ehnatona. Slednji je začel vladati nekoliko pozneje kot Zu Ding, vladavina obeh pa se je končala sredi 1330. let pr. n. št.